# Sarah Perry
Sarah Grace Perry (Chelmsford, 28 de noviembre de 1979) es una autora inglesa. Ha publicado tres novelas, todas de Serpent's Tail: After Me Comes the Flood, (2014) The Essex Serpent (2016) y Melmoth (2018). Su trabajo ha sido traducido a 22 idiomas.

## Educación y primeros años
Perry nació en Chelmsford, Essex en una familia de devotos cristianos que eran miembros de una estricta iglesia bautista . Al crecer casi sin acceso al arte, la cultura y la escritura contemporánea, llenó su tiempo con música clásica, novelas y poesía clásicas, y actividades relacionadas con la iglesia. Ella dice que esta temprana inmersión en la literatura antigua y la Biblia del rey Jacobo influyó profundamente en su estilo de escritura. Asistió a la Escuela secundaria para niñas del condado de Chelmsford.
Perry tiene un doctorado en escritura creativa de la Universidad Royal Holloway, donde su supervisor fue Sir Andrew Motion. Su tesis doctoral fue sobre el gótico en la escritura de Iris Murdoch, y Perry ha publicado posteriormente un artículo sobre el gótico en la revista Aeon.